# مريم الشروقي
مريم الشروقي (مواليد 25 يناير 1977 في المحرق) كاتبة بحرينية.

## النشأة والتعليم
وُلدت الشروقي في 25 يناير 1977 في مدينة المحرق. درست في مدارس البحرين الحكومية وتخرّجت من مدرسة الحد الثانوية للبنات. حصلت على بكالوريوس علم الاجتماع والخدمة الاجتماعية من جامعة البحرين في عام 2000. واصلت الدراسات العليا وحصلت على ماجستير الإعلام والعلاقات العامة بتقدير امتياز مع مرتبة الشرف الثانية من الجامعة الأهلية عام 2016.

## المسيرة المهنية
عملت في الحقل التربوي كأخصائية نفسية واجتماعية لمدة 15 عام. تعمل حاليا بوظيفة رئيس مشاريع البحث العلمي في الجامعة الأهلية. 
قدّمت العديد من الدورات التدريبية وورش العمل وأوراق بحث في العديد من المؤتمرات خارج البحرين في مجال العلوم الإنسانية والاجتماعية والإعلام. قدّمت الكثير من المحاضرات والندوات في الولايات المتّحدة لتجسير الهوة بين الغرب والعرب بعد أحداث سبتمبر 2001. ترجمت بتصرّف مقالات عدّة منشورة في مجلّة البحرين الثقافية للعالم المستشرق روبرت سارجنت الذي كتب في مصارف المياه الجوفية والعادات والتقاليد العربية. 
حازت عام 2017 على بعثة الولايات المتّحدة للدراسة في مدارس الإعلام والعلاقات العامّة للعلماء. كاتبة عمود يومي في صحيفة الوسط البحرينية.